# بيتر توش

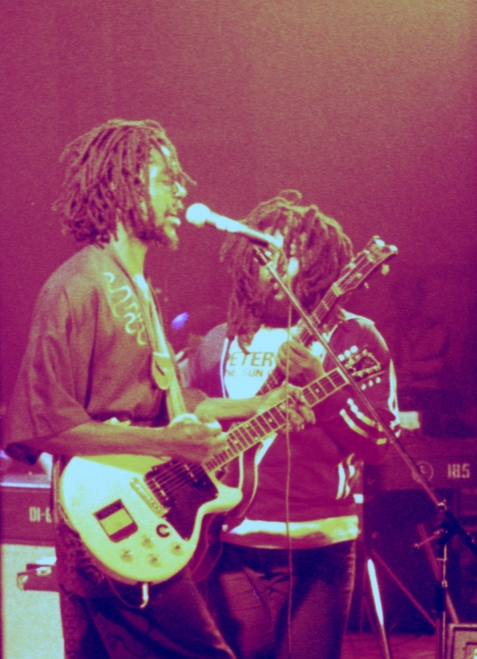
بيتر توش

بيتر توش (بالإنجليزية: Peter Tosh) (أكتوبر/تشرين الأول 19, 1944 - سبتمبر/أيلول 11, 1987) هو عازف قيثارة جمايكي فاز بجائزة غرامي.

## روابط خارجية
- بيتر توش على موقع IMDb (الإنجليزية)
- بيتر توش على موقع الموسوعة البريطانية (الإنجليزية)
- بيتر توش على موقع ألو سيني (الفرنسية)
- بيتر توش على موقع ميوزك برينز (الإنجليزية)
- بيتر توش على موقع رولينغ ستون (الإنجليزية)
- بيتر توش على موقع أول موفي (الإنجليزية)
- بيتر توش على موقع إن إن دي بي (الإنجليزية)
- بيتر توش على موقع أول ميوزيك (الإنجليزية)
- بيتر توش على موقع ديسكوغز (الإنجليزية)
- بيتر توش على موقع قاعدة بيانات الفيلم (الإنجليزية)